# Wydajność poubojowa
Wydajność poubojowa – ilość wagowa (lub procentowa) głównych elementów rzeźnych zwierzęcia, uzyskana po jego uboju, w stosunku do wagi tego zwierzęcia przed dokonaniem uboju.
Najczęściej stosowany wskaźnik wydajności poubojowej to stosunek wagi bitej ciepłej (godzina po zakończeniu uboju) do wagi krótko przed ubojem. Wydajność taka zależy od wielorakich czynników, przy czym najistotniejszą rolę odgrywają w tym zakresie rasa i genotyp żywca.
Wydajność poubojowa polskich zwierząt rzeźnych:
| Zwierzę                 | Wydajność przeciętna | Zakresy wydajnościowe |
| ----------------------- | -------------------- | --------------------- |
| Krowy i byki (wołowina) | 47                   | 40-54 (55-60)         |
| Jałowice i wolce        | 52                   | 47-56                 |
| Buhaje                  | 57,5                 | 52-61                 |
| Cielęcina (cielęta)     | 62,2                 | 59,9-63,2             |
| Wieprzowina (świnie)    | 82                   | 78-84,4               |
| Konina (konie)          | 55,5                 | 51,4-58,6             |
| Baranina (owce)         | 50                   | 43-54,5               |